# Tergel
Tergel (Mongolisch: ᠲᠡᠷᠭᠡᠯ; chinesisch 特日格乐, Pinyin Tèrìgélè; oft falsch als Te Rigele transkribiert; * 9. Oktober 1997 in Hohhot) ist ein mongolischer Tennisspieler aus der Volksrepublik China.

## Karriere
Tergel spielt hauptsächlich auf der ATP Challenger Tour und der ITF Future Tour. Sein Debüt im Doppel auf der ATP World Tour gab er im September 2014 bei den Shenzhen Open, wo er mit Qiu Zhuoyang ein Doppelpaar bildete. Die beiden verloren ihr Auftaktdoppel gegen Jewgeni Donskoi und Teimuras Gabaschwili klar in zwei Sätzen und schieden somit aus.

## Erfolge
| Legende (Anzahl der Siege)  |
| Grand Slam                  |
| ATP World Tour Finals       |
| ATP World Tour Masters 1000 |
| ATP World Tour 500          |
| ATP World Tour 250          |
| ATP Challenger Tour (1)     |

### Doppel
| Nr. | Datum            | Turnier  | Belag     | Partner    | Finalgegner                 | Ergebnis |
| --- | ---------------- | -------- | --------- | ---------- | --------------------------- | -------- |
| 1.  | 12. Oktober 2024 | Hangzhou | Hartplatz | Sun Fajing | Thomas Fancutt Yūta Shimizu | 6:3, 7:5 |